# Gheorgheni
Gheorgheni (en húngaro: Gyergyószentmiklós, pronunciado [’ɟɛrɟoːsɛntmikloːʃ]; en alemán: Niklasmarkt) es un municipio en Harghita, Rumanía. Se encuentra en el País Székely, una región de Transilvania oriental habitada principalmente por la etnia húngara Székely. Hay cuatro pueblos pertenecientes administrativamente a Gheorgheni: Covacipeter (o Kovácspéter), Lacul Roşu (o Gyilkostó), Vargatac (o Vargatag) y Visafolio (o Visszafolyó).
En las cercanías de Gheorgheni hay dos lugares que destacan por su belleza natural: el lago de montaña conocido como Lacul Roşu (lago Rojo) y la Garganta del Bicaz, un cañón que atraviesa los Cárpatos orientales y señala la frontera con Neamţ. 
También destaca la iglesia armenia que es una iglesia católica armenia ubicada la calle Biserica Armeană.

## Demografía
El municipio tiene una población, según el censo de 2002, de 20 018 personas, de las cuales el 87,54% pertenecen a la etnia húngara Székely. Tan sólo el 10,8% son de etnia rumana. Movimiento demográfico según los censos:

## Ciudades hermanadas
El municipio de Gheorgheni está hermanado con las siguientes ciudades:
- Békés, Hungría
- Distrito XVII de Budapest, Hungría
- Cegléd, Hungría
- Eger, Hungría
- Kiskunmajsa, Hungría
- Siófok, Hungría
- Szigetszentmiklós, Hungría
- Bačka Topola, Serbia